# Пашкин, Михаил Андреевич
Михаил Андреевич Пашкин (род. 22 апреля 1980 года) — российский и казахстанский игрок в хоккей с мячом, тренер.

## Игровая карьера

### Клубная
Заниматься хоккеем с мячом начал в возрасте пяти лет в Красноярске. В 1989 году семья переехала в Швецию, где в клубе «Венерсборг» играл его отец — Андрей Пашкин, и продолжил занятия хоккеем с мячом в Венерсборге.
Игровую карьеру начал в шведском клубе «Грипен Тролльхеттан», представляющим вторую по силе лигу шведского клубного хоккея с мячом — Дивизион 1. В дальнейшем выступал за клубы, представляющие высший дивизион Аллсвенскан (далее — Элитсерия): «Венерсборг», «Катринехольм», «Эдсбюн», «Хаммарбю» и получивший повышение в классе «Грипен Тролльхеттан».
В 2006 году перешёл на один сезон в красногорский «Зоркий», с которым стал серебряным призёром чемпионата России сезона 2006/07.
С 2010 по 2012 год выступал за «Енисей», в составе которого стал обладателем Кубка мира 2011 года.
Выступая за «Хаммарбю», побеждает в чемпионате Швеции сезона 2012/13, в 34 матчах регулярного чемпионата и плей-офф забив 52 мяча.
В 2013 году перешёл в ульяновскую «Волгу», проведя за команду два сезона игровой карьеры.
В сезоне 2015/16 вновь выступает за «Хаммарбю», в котором завершает игровую карьеру из-за травмы спины.

### За сборные команды
В сезоне 1996/97 выступал за юношескую сборную России.
В 2003 году в составе сборной Казахстана принял участие в чемпионате мира, прошедшем в Архангельске, где стал бронзовым призёром турнира.

## Тренерская карьера
Завершив игровую карьеру в «Хаммарбю», продолжает работу в клубе в должности спортивного директора, в этом же клубе началась и тренерская карьера в должности помощника главного тренера команды Андрея Пашкина. В апреле 2017 года возглавил «Хаммарбю», с которым дважды доходил до полуфинала плей-офф чемпионата Швеции в 2018 и 2019 годах.
В апреле 2019 года возглавил красноярский «Енисей», в первом сезоне завоевав с командой бронзовые медали чемпионата России.
В январе 2021 года вошёл в тренерский штаб сборной России, где стал помощником Павла Франца.
После победного для «Енисея» сезона 2020/21, принял решение не продлевать контракт с клубом и покинул пост главного тренера команды.
В апреле 2021 года возглавил стокгольмский АИК, но в июле того же года принял решение о расторжении контракта с клубом.
В ноябре 2021 года назначен главным тренером клуба «Ак Барс — Динамо», прервав  с командой неудачное начало в чемпионате страны и по итогам регулярного чемпионата выведя «Ак Барс — Динамо» в плей-офф турнира.
В апреле 2022 года возглавил тренерский штаб хабаровского «СКА-Нефтяника», подписав контракт с клубом на три сезона. В октябре 2023 года руководство клуба и Михаил Пашкин приняли решение о досрочном расторжении контракта в связи с неудовлетворительной подготовкой команды и неудачным выступлением в розыгрыше Кубка России.

## Достижения

### В качестве игрока
«Эдсбюн»
 Финалист Кубка Швеции: 2006
«Зоркий»
 Серебряный призёр чемпионата России: 2006/07 

 Финалист Кубка России: 2006
«Енисей»
 Бронзовый призёр чемпионата России: 2011/12 

 Обладатель Кубка мира: 2011
«Хаммарбю»
 Чемпион Швеции: 2012/13

 Финалист Кубка Швеции: 2012
Сборная России (юноши до 17 лет)
 Победитель чемпионата мира среди юношей: 1997
Сборная Казахстана
 Бронзовый призёр чемпионата мира: 2003

### В качестве тренера
«Енисей»
 Чемпион России: 2020/21 

 Бронзовый призёр чемпионата России: 2019/20
«СКА-Нефтяник»
 Чемпион России: 2022/23 

 Обладатель Кубка России: 2022 

 Обладатель Суперкубка России: 2022

### Комментарии
1. ↑  Количество игр и голов за клуб(ы) в высшем дивизионе чемпионатов России
2. ↑  Результативные передачи